# Kurija Mirnovec
Kurija Mirnovec je kurija u naselju i gradu Samoboru, zaštićeno kulturno dobro.

## Opis dobra
Slobodnostojeća visoka dvokrilna prizemnica s podrumom „L“ tlocrta, okružena je parkom i voćnjakom. Stariji pravokutni korpus sagrađen je u 18. st. u tipičnoj tlocrtnoj i oblikovnoj tradiciji kurija tog vremena s glavnom stambenom prostorijom „palačom“ u sredini s istaknutim arkadnim rizalitom prema parku i sporednim prostorijama prema dvorištu. Od 1820. g. u vlasništvu je obitelji Reiser, a krajem 19.st. dograđeno je sjeverno krilo. Kurija ima kulturno povijesnu vrijednost kao jedno od sastajališta samoborskih iliraca.
.

## Zaštita
Pod oznakom Z-1468 zavedena je kao nepokretno kulturno dobro – pojedinačno, pravna statusa zaštićena kulturnog dobra, klasificirano kao "profana graditeljska baština".